# Call of Duty: Heroes
Call of Duty: Heroes — безкоштовна стратегічна відеогра в реальному часі, випущена Activision і розроблена Faceroll Games. Гра була випущена на Android і iOS 26 листопада 2014. 23 жовтня 2018 року Activision оголосила про припинення підтримки гри з 22 грудня 2018 року.

## Ігровий процес
Call of Duty: Heroes — стратегічна гра в реальному часі, геймплей якої часто порівнюють з Clash of Clans. Гра передбачає однокористувальницьку кампанію, змагальний мультиплеер та виживання. Більша частина гри зосереджена на будівництві, навчанні юнітів та вибудовуванні оборони. А компонент прямої дії реалізований через управління героями (вже знайомих з інших серій Call of Duty), які допомагають знищувати ворожі бази. Герої мають унікальні навички та види зброї.
Гравці також повинні створити свою власну базу із захистом та структурами, щоб вона була захищена від вторгнень. Золото і нафта використовуються ігровою валютою, за допомогою якої можна покращувати оборонні властивості та набувати додаткових способів захисту, таких як «щит» для бази протягом певного часу, зазвичай кількох днів. На початку гри гравець автоматично отримує щит для своєї бази безкоштовно на кілька годин. Однак термін дії щитів автоматично спливає, якщо гравець грає у PvP-матчі.

## Будинки
Щоб заробити та зберігати золото та нафту, гравці повинні побудувати золоті шахти та сховища золота, нафтобази та нафтові насоси, а також алмазні рудники та алмазні склади відповідно. Золото можна використовувати для покращення будь-якої будівлі, яка може покращити здоров'я будівлі та розблокувати нові функції. Золото і нафту також можуть бути використані для створення оборонних споруд, таких як «Годинний» (Sentry Gun), ППО (SAM Turret), Гаубиця (Howitzer) і Турель щит (Guardian Turret).

## Персонажі
- Джон Прайс (серія «Call of Duty: Modern Warfare»)
- Джон «Соуп» Мактавіш (серія «Call of Duty: Modern Warfare»)
- Волкрофт (серія «Call of Duty: Modern Warfare»)
- Саймон «Привид» Райлі (Call of Duty: Modern Warfare 2)
- Юрій (Call of Duty: Modern Warfare 3)
- Едвард Ріхтофен (серія «Call of Duty: Black Ops»)
- Майк Харпер (Call of Duty: Black Ops II)
- Рауль Менендес («Call of Duty: Black Ops II»)
- Жнець (Call of Duty: Black Ops III)
- Outrider (Call of Duty: Black Ops III)
- Райлі (Call of Duty: Ghosts)
- Ілона (Call of Duty: Advanced Warfare)
- Гідеон («Call of Duty: Advanced Warfare»)
- ETH.3n (Call of Duty: Infinite Warfare)
- Рональд «Ред» Деніелс (Call of Duty: WWII)
- Каміль «Руссо» Дені («Call of Duty: WWII»)